# Tetsushi Sakamoto
Pour les articles homonymes, voir Sakamoto.
Tetsushi Sakamoto (坂本 哲志, Sakamoto Tetsushi, né le 6 novembre 1950) est un homme politique, membre de la Chambre des représentants du Japon. Il appartient au Parti libéral-démocrate.
De septembre 2020 à octobre 2021, il est ministre chargé de la Promotion de l'engagement dynamique des citoyens, ministre chargé de la Revitalisation régionale, ministre chargé des Mesures contre le déclin de la natalité dans le gouvernement Suga.

## Carrière
Originaire d'Ōzu (Préfecture de Kumamoto) et diplômé de l'Université Chūō, il a travaille 15 ans pour un journal local de Kumamoto. Il a servi dans l'assemblée de la Préfecture de Kumamoto pendant quatre mandats à partir de 1991. Il a été élu à la Chambre des représentants pour la première fois en 2003. 
Sakamoto appartient au lobby révisionniste Nippon Kaigi.